# چندلر ریگز
چندلر کارلتون ریگز (به انگلیسی: Chandler Carlton Riggs) (زادهٔ ۲۷ ژوئن ۱۹۹۹) یک هنرپیشه و دی جی آمریکایی است که بیشتر به خاطر ایفای نقش ثابت کارل گریمز در سریال تلویزیونی ترسناک–درام «مردگان متحرک» شناخته می‌شود. (بر اساس کتابی به همین نام) از سال ۲۰۱۰ تا ۲۰۱۸. ریگز برای کار خود در این سریال برنده سه جایزه ساترن از پنج نامزدی و یک جایزه هنرمند جوان از سه نامزدی شد.
ریگز در فیلم‌های کم شدن (۲۰۰۹)، مرسی (۲۰۱۴)، مراقب باشید (۲۰۱۷) ظاهر شده‌است. در اواخر سال ۲۰۱۷، ریگز شروع به انتشار موسیقی الکترونیک با نام هنری خود، اکلیپس کرد. در اوایل سال ۲۰۱۹، او شروع به تکرار نقش خود در سریال درام شرکت پخش رسانه‌ای آمریکا «یک میلیون چیز کوچک» کرد.

## اوایل زندگی
ریگز در ۲۷ ژوئن ۱۹۹۹ در آتلانتا از خانواده جینسا آن (با نام خانوادگی کارلتون) و ویلیام ریگز متولد شد. او یک برادر کوچکتر به نام گریسون دارد. ریگز برای چندین سال تپ دنس را با پس فکر می‌کنی می تونی برقصی فینالیست زک اورهارت مطالعه کرد.

## زندگی حرفه ای

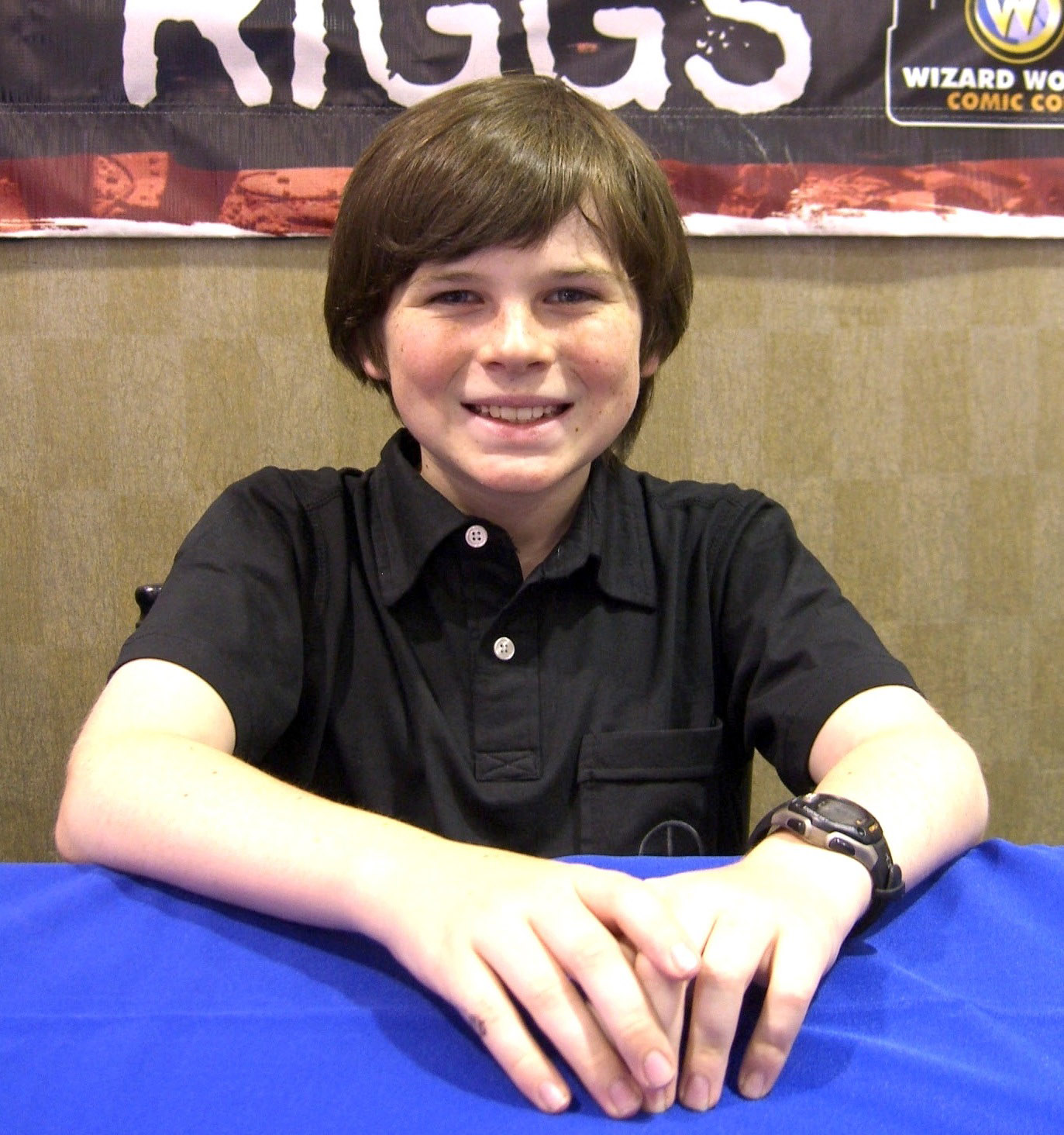
چندلر ریگز در کنوانسیون اپل بزرگ در منهتن، ۲۱ مه ۲۰۱۱.

### شروع
ریگز در چهار سالگی شروع به کار در تئاتر کرد. در سن پنج سالگی با بازی در فیلم Jesus-H-Zombie مطرح شد. در سن ۹ سالگی در سال ۲۰۰۹، او در دو فیلم Get Low به در نقش تام و در فیلم تلویزیونی The Wronged Man در نقش پسر هفت ساله ای بنام رایان گرگوری بازی کرد. دومین فیلمی که چندلر در آن بازی کرد فیلم "Lifetime" بود که در سال ۲۰۱۰ پخش شد. در این فیلم، ریگز مقابل جولیا اورموند در نقش پسرش به هنرنمایی پرداخت. او در سال ۲۰۱۰ برای بازی در سریال مردگان متحرک و ایفای نقش کارل گرایمز انتخاب شد.

## فیلم‌شناسی

### فیلم
| سال  | عنوان          | نقش          | یادداشت    | مرجع.  |
| ---- | -------------- | ------------ | ---------- | ------ |
| ۲۰۰۶ | عیسی اچ. زامبی | اگون / زامبی |            | [ ۱۱ ] |
| ۲۰۰۹ | پایین بیایید   | تام          |            | [ ۳ ]  |
| ۲۰۱۱ | پایانه         | دانیال       | فیلم کوتاه | [ ۱۲ ] |
| ۲۰۱۴ | مرسی           | جورج بروکنر  |            | [ ۱۳ ] |
| ۲۰۱۷ | مراقب باشید    | دی جی میچل   |            | [ ۱۴ ] |
| ۲۰۱۹ | فقط            | کیسی         |            | [ ۱۵ ] |
| ۲۰۱۹ | وارث افعی      | کوپر         |            | [ ۱۶ ] |

### تلویزیون
| سال        | عنوان              | نقش                   | یادداشت                                                | مرجع. |
| ---------- | ------------------ | --------------------- | ------------------------------------------------------ | ----- |
| ۲۰۱۰       | مرد خطاکار         | رایان گرگوری (۷ ساله) | تله‌فیلم                                                |       |
| ۲۰۱۰–۲۰۱۸  | مردگان متحرک       | کارل گرایمز           | ۷۷ قسمت؛ بازیگران اصلی (فصل ۱–۸)                       |       |
| ۲۰۱۷       | مرغ ربات           | کارل گرایمز (صدا)     | قسمت: «ویژه روبات مرغ متحرک: نگاه کن چه کسی راه می‌رود» |       |
| ۲۰۱۹–اکنون | یک میلیون چیز کوچک | پاتریک "پی جی" نلسون  | نقش تکرار شونده                                        |       |

## جوایز و نامزدیها
| سال  | جایزه             | دسته‌بندی                                                      | کار          | نتیجه    | مرجع.  |
| ---- | ----------------- | ------------------------------------------------------------- | ------------ | -------- | ------ |
| ۲۰۱۲ | جایزه هنرمند جوان | بهترین نقش آفرینی در یک سریال تلویزیونی - بازیگر جوان پیشرو   | مردگان متحرک | نامزدشده | [ ۱۷ ] |
| ۲۰۱۲ | جایزه ماهواره     | بهترین بازیگران – سریال تلویزیونی                             | مردگان متحرک | برنده    | [ ۱۸ ] |
| ۲۰۱۳ | جایزه کیوان       | بهترین اجرای یک بازیگر جوان در یک سریال تلویزیونی             | مردگان متحرک | برنده    | [ ۱۹ ] |
| ۲۰۱۳ | جایزه هنرمند جوان | بهترین نقش آفرینی در سریال - بازیگر جوان پیشرو                | مردگان متحرک | نامزدشده | [ ۲۰ ] |
| ۲۰۱۴ | جایزه هنرمند جوان | بهترین عملکرد در یک سریال تلویزیونی - بازیگر نقش اول مرد جوان | مردگان متحرک | برنده    | [ ۲۰ ] |
| ۲۰۱۵ | جایزه کیوان       | بهترین نقش آفرینی یک بازیگر جوان تر در یک سریال تلویزیونی     | مردگان متحرک | نامزدشده | [ ۱۹ ] |
| ۲۰۱۶ | جایزه کیوان       | بهترین نقش آفرینی یک بازیگر جوان تر در یک سریال تلویزیونی     | مردگان متحرک | برنده    | [ ۱۹ ] |
| ۲۰۱۷ | جایزه کیوان       | بهترین نقش آفرینی یک بازیگر جوان تر در یک سریال تلویزیونی     | مردگان متحرک | نامزدشده | [ ۱۹ ] |
| ۲۰۱۸ | جایزه کیوان       | بهترین نقش آفرینی یک بازیگر جوان تر در یک سریال تلویزیونی     | مردگان متحرک | برنده    | [ ۱۹ ] |